# Списък на политическите партии в Унгария
Парламентарно представени партии в Унгария са:
- Движение за по-добра Унгария
- Партия „Може да има друга политика“
- Унгарска социалистическа партия
- Християндемократическа народна партия
- Фидес

Други:
- Асоциация за Шомод
- Независима партия на дребни стопани
- Партия Център
- Партия на унгарска истина и живот
- Съюз на свободните демократи
- Унгарски демократичен форум
- Унгарска комунистическа работническа партия